# Courchavon
Courchavon (antiguamente en alemán Vogtsburg) es una comuna suiza del cantón del Jura, situada en el distrito de Porrentruy. Limita al norte con la comuna de Basse-Allaine, al este con Coeuve, al sureste y sur con Porrentruy, y al oeste con Bure.

## Referencias

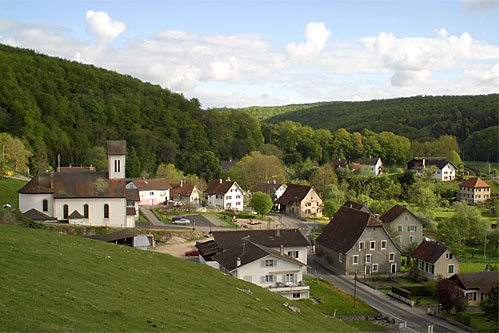
Vista de Courchavon.